# Blastopsylla occidentalis
Blastopsylla occidentalis är en insektsart som beskrevs av Taylor 1985. Blastopsylla occidentalis ingår i släktet Blastopsylla och familjen rundbladloppor. Inga underarter finns listade i Catalogue of Life.

## Bildgalleri

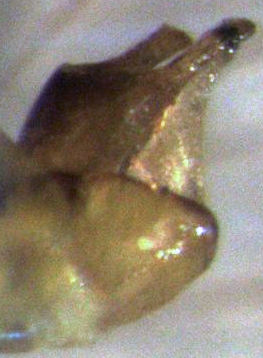
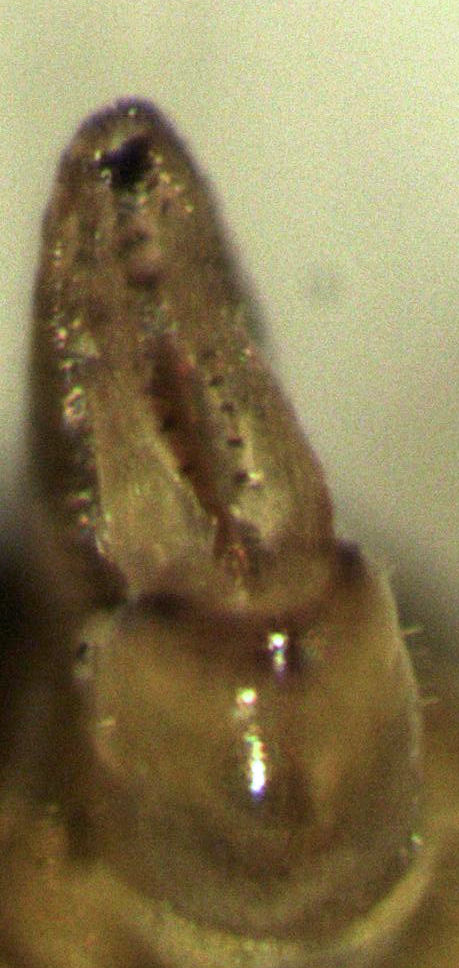
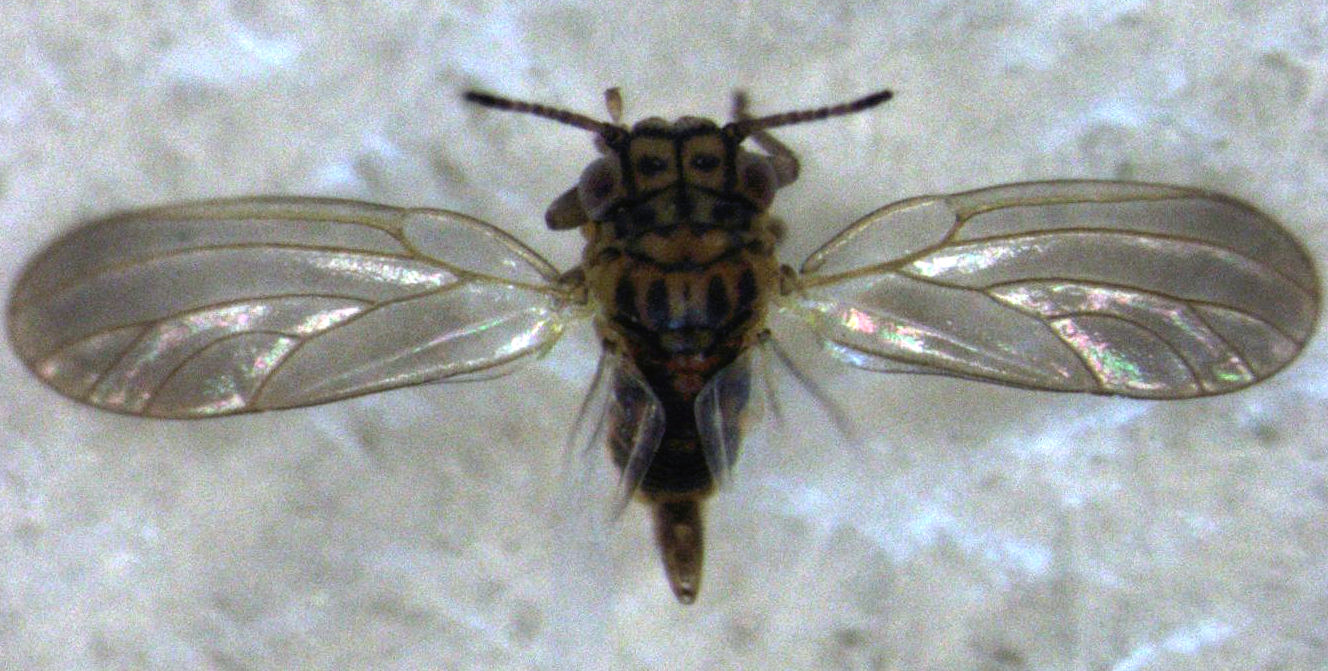